# 気候危機
気候危機（きこうきき、英語: climate crisis）とは、地球温暖化や気候変動によって引き起こされる深刻な環境問題である。人類が化石燃料を大量に消費し、温室効果ガスを排出することで、地球の気候システムが乱されている。この結果、地球の平均気温は上昇し、極地や氷河は融解し、海面は上昇し、降水量や風力は変化し、熱波や干ばつや洪水や台風やハリケーンや火山噴火や地震や津波などの極端な気象や自然災害が頻発するようになった。これらは地球上の生命にとって深刻な脅威となり、生物多様性や食料安全保障や人間の健康や経済発展や平和や人間の安全保障などに影響を及ぼす。気候危機に対処するためには、温室効果ガスの排出を大幅に削減し、気候変動に適応するための対策を講じる必要がある。気候危機は地球規模問題であり、国際社会の協力やイノベーションが求められる。

## 概要
気候危機とは、地球温暖化や気候変動、およびそれらが引き起こす影響を指す用語である。この用語や気候非常事態という用語は、地球温暖化が人類や地球に対してもたらす脅威を表現し、積極的な気候変動緩和を促すために使われている。
気候危機の原因は、主に石炭や石油や天然ガスなどの化石燃料の使用によって大量に排出される温室効果ガスである。温室効果ガスは、大気中で太陽からの放射エネルギーの一部を吸収し、地球の表面や大気の温度を上昇させる。人間の活動による温室効果ガスの排出量は過去最高水準に達し、現在も増加し続けている。政府間気候変動パネル（IPCC）の最新の報告書によると、地球の平均気温は産業革命前と比べて約1℃上昇しており、現在のペースで増加し続ければ、2100年までに3℃以上上昇する可能性が高い。
気候危機の影響は、全世界で深刻かつ広範なものとなっている。気温の上昇は、自然環境の劣化や自然災害や極端な気象現象や食料や水の不安定化や経済的な混乱や紛争やテロリズムなどを引き起こしている。海面水位は上昇し、北極圏は融解し、サンゴ礁は死滅し、海洋は酸性化し、森林は焼失している。これらの影響は、耐えられないレベルを超えており、一部は不可逆的である。特に対処能力が低い人々や生態系が最も被害を受けており、数十億人が生命や健康や財産を脅かされている。
気候危機への対策としては、気候変動緩和と気候変動適応の二つの側面がある。気候変動緩和とは、温室効果ガスの排出量を削減することで、気温の上昇を抑制することを目的とした対策である。気候変動適応とは、気温の上昇による影響に対応することで、人々や生態系の脆弱性を低減し、回復力を高めることを目的とした対策である。
気候危機への対策には、国際的な協力が不可欠である。1992年に採択された気候変動枠組条約（UNFCCC）は、温室効果ガスの排出量を安定化させることを目的とした国際的な枠組みである。この枠組みの下で、京都議定書やパリ協定などの具体的な協定が採択されている。これらの協定では、先進国や途上国に対して、自主的な温室効果ガスの排出削減目標や適応策や資金支援や技術移転などの行動を求めている。
気候危機への対策は、人類や地球にとって重要な課題であるだけでなく、持続可能な開発や平和や安全保障や人権や社会正義などにも貢献する可能性がある。気候危機への対策は、再生可能エネルギーや循環型社会や自然保護や地域共同体などの新たな価値観やライフスタイルや社会システムを促進することができる。

## 影響
気候危機の影響としては、以下のようなものが挙げられる。
気温の上昇
地球全体の平均気温は上昇しており、特に極地や高山などではその上昇率が高い。これによって氷河や氷床や永久凍土などが融解し、海面が上昇し、海水の温度や塩分濃度が変化し、海流や気圧が変動する。気温の上昇は植物や動物や微生物などの生物にも影響を与え、生息域や生態系や適応能力に変化をもたらす。気温の上昇は人間にも影響を与え、熱中症や感染症やアレルギーなどの健康問題や、農作物や水資源やエネルギー需要などの経済問題を引き起こす。
極端な気象
気候変動によって、降水量や風力などの気象要素が変化し、極端な気象現象が頻発するようになった。これによって干ばつや洪水や熱波や寒波や台風やハリケーンなどの自然災害が発生し、人命や財産に被害をもたらす。極端な気象は農業や漁業や林業などの生産活動にも影響を与え、食料安全保障や経済発展に問題を引き起こす。極端な気象は社会的な不安定さや紛争や難民問題などの平和や安全保障にも影響を与える。
生物多様性の減少
気候変動によって、生物の生息域や生態系や適応能力が変化し、多くの種が絶滅の危機に直面している。生物多様性とは、地球上に存在する様々な生命形態の多様性であり、遺伝子レベルから種レベルまで広く含まれる。生物多様性は地球の自然資源であり、人類の生存に必要不可欠である。生物多様性は食料や医薬品や工業原料などの供給源であり、土壌肥沃化や水質浄化や病害虫防除などの生態系サービスを提供する。生物多様性は文化的な価値も持ち、人類の知識や芸術や宗教などに影響を与える。生物多様性の減少は人類の福祉に大きな損失をもたらす。

## 歴史
気候危機は近年になって注目されるようになった問題であるが、その起源は過去にさかのぼる。以下では、気候危機の歴史的な経緯を示す主要な出来事を紹介する。
- 1896年：スウェーデンの科学者スヴァンテ・アレニウスが、二酸化炭素の増加が地球の気温を上昇させることを理論的に予測した[8]。
- 1958年：アメリカの科学者チャールズ・キーリングが、ハワイ島のマウナロア山で二酸化炭素の濃度を観測し始めた[9]。これが有名なキーリング曲線の始まりである。
- 1979年：世界初の気候変動に関する国際会議である第1回世界気候会議が開催された[10]。
- 1988年：国連が気候変動に関する政府間パネル（IPCC）を設立し、気候変動に関する科学的な評価報告書を作成することを決定した[11]。
- 1992年：国連が気候変動枠組条約（UNFCCC）を採択し、温室効果ガスの排出量を安定化させることを目的とした[12]。この条約は1994年に発効した[13]。
- 1997年：京都議定書が採択された[14]。この議定書は、先進国に対して温室効果ガスの排出量を削減する具体的な目標を設定した[15]。この議定書は2005年に発効した[16]。
- 2007年：IPCCが、第4次評価報告書を発表し、地球温暖化は「非常に高い確信度」で人類の活動によるものであると結論付けた[17]。また、気候変動がもたらす影響や適応策や緩和策についても詳細に報告した[18]。
- 2009年：デンマークのコペンハーゲンで開催されたCOP15で、コペンハーゲン合意が採択された[19]。コペンハーゲン合意は、地球の平均気温の上昇を2℃以下に抑えることを目標とし、先進国と途上国に対して温室効果ガスの排出削減や資金支援などの行動を促した合意である[20]

。
- 2015年：フランスのパリで開催されたCOP21で、パリ協定が採択された[24]。パリ協定は、地球の平均気温の上昇を2℃以下に抑えることを目標とし、できるだけ1.5℃以下にすることを努力目標とした協定である[25]。パリ協定は、先進国と途上国に対して自主的な温室効果ガスの排出削減目標（NDC）を提出し、5年ごとに見直すことを義務付けた[26]。また、気候変動への適応や資金支援や技術移転などについても規定した[27]。
- 2018年：IPCCが、特別報告書「1.5℃の気候変動に関する影響・リスク・適応・脆弱性および排出経路」（SR15）を発表し、地球の平均気温が1.5℃上昇するとどのような影響が生じるか、またそれを回避するためにはどのような行動が必要かを報告した[28]。
- 2020年：新型コロナウイルス感染症（COVID-19）の世界的な流行によって、人類の活動が大幅に制限され、温室効果ガスの排出量が一時的に減少した[29]。しかし、この減少は持続的ではなく、気候危機への対策は引き続き必要であるという警告がなされた[30]。
- 2021年：イギリスのグラスゴーで開催されたCOP26で、パリ協定の実施ルールやNDCの強化などについて交渉が行われた[31]。

## 現状
気候危機は現在も進行中であり、様々なデータや事例がその証拠として示されている。以下では、気候危機の現状を示す主要な指標や事象を紹介する。
- 温室効果ガスの排出量：人類は化石燃料を大量に消費し続けており、二酸化炭素やメタンなどの温室効果ガスを排出し続けている。2019年の温室効果ガスの排出量は、産業革命前と比べて約2.4倍になっており、そのうち約76%が二酸化炭素である[32]。温室効果ガスの排出量は、エネルギーや交通や工業や農業や廃棄物などの分野から発生しており、その中でもエネルギー分野が最も多くを占めている[33]。温室効果ガスの排出量は、地域や国によっても大きく異なっており、中国やアメリカ合衆国やインドやロシアや日本などが主要な排出国である[34]。
- 大気中の温室効果ガスの濃度：温室効果ガスは大気中に蓄積し、太陽からの熱を逃がさなくなる。2019年の大気中の二酸化炭素の濃度は、産業革命前と比べて約47%増加しており、気象庁によると411.3ppmであった[34]。大気中の二酸化炭素の濃度は、キーリング曲線によって観測されており、その変化は季節的な変動と長期的な上昇傾向を示している[35]。大気中のメタンや一酸化窒素などの他の温室効果ガスの濃度も上昇している[34]。
- 地球の平均気温：温室効果ガスが増加することで、地球全体の平均気温が上昇している。2019年の地球の平均気温は、産業革命前と比べて約1.1℃上昇しており、過去150年間で最も高い水準に達している[34]。地球の平均気温は、地上気温や海面水温や衛星観測などによって観測されており、その変化は年間的な変動と長期的な上昇傾向を示している[36]。地球の平均気温は、地域や季節によっても大きく異なっており、特に極地や高山などではその上昇率が高い[37]。
- 氷河や氷床や永久凍土の融解：地球の平均気温が上昇することで、氷河や氷床や永久凍土などが融解している。氷河とは山岳地帯に存在する氷雪であり、氷床とは南極大陸やグリーンランド島などに存在する巨大な氷塊であり、永久凍土とは高緯度地域や高山地帯に存在する凍結した土壌である。これらは地球上の水資源や生態系や気候システムに影響を与える重要な要素である。氷河や氷床や永久凍土の融解は、レーザー高度計や重力探査衛星などによって観測されており、その変化は年間的な変動と長期的な減少傾向を示している[37]。氷河や氷床や永久凍土の融解は、海面の上昇や海水の温度や塩分濃度の変化や海流の変動などに影響を与える。また、永久凍土には大量の有機物が含まれており、その融解によってメタンなどの温室効果ガスが放出される可能性がある。[38]
- 海面の上昇：地球の平均気温が上昇することで、海水の熱膨張や陸上の氷雪の融解によって海面が上昇している。海面とは、海洋表面の高さを表す指標であり、潮汐計や衛星高度計などによって観測されている。海面の上昇は、年間的な変動と長期的な上昇傾向を示しており、2019年の海面は産業革命前と比べて約20cm上昇している[38]。海面の上昇は、沿岸や島嶼や三角州などの低地に影響を与え、浸水や侵食や塩水化などの問題を引き起こす。海面の上昇は人間の居住地や農地やインフラなどに被害をもたらし、多くの人々が移住を余儀なくされる可能性がある。
- 極端な気象や自然災害：気候変動によって、降水量や風力などの気象要素が変化し、極端な気象現象が頻発するようになっている。これによって干ばつや洪水や熱波や寒波や台風やハリケーンなどの自然災害が発生し、人命や財産に被害をもたらしている。極端な気象や自然災害は、気象レーダーや衛星観測などによって観測されており、その発生頻度や強度や範囲が増加していることが示されている[38]。極端な気象や自然災害は農業や漁業や林業などの生産活動にも影響を与え、食料安全保障や経済発展に問題を引き起こしている。極端な気象や自然災害は社会的な不安定さや紛争や難民問題などの平和や安全保障にも影響を与えている。
- 生物多様性の減少：気候変動によって、生物の生息域や生態系や適応能力が変化し、多くの種が絶滅の危機に直面している。生物多様性とは、地球上に存在する様々な生命形態の多様性であり、遺伝子レベルから種レベルまで広く含まれる[39]。生物多様性は地球の自然資源であり、人類の生存に必要不可欠である[40]。生物多様性は食料や医薬品や工業原料などの供給源であり、土壌肥沃化や水質浄化や病害虫防除などの生態系サービスを提供する[41]。

## 未来
気候危機は将来も続くと予想されており、その影響はさらに深刻化する可能性がある。以下では、気候危機が将来どのような影響を及ぼす可能性があるか、またそれを回避するためにはどのような目標や行動が必要かを紹介する。
- 温室効果ガスの排出量：人類は現在も温室効果ガスを排出し続けており、その量は今後も増加すると予想されている。IPCCのSR15によると、現在の排出量を維持すると、地球の平均気温が1.5℃上昇するという目標を達成するためには、2030年までに45%削減し、2050年までにネットゼロ（排出量と吸収量が等しい状態）にする必要がある。しかし、現在各国が提出しているNDCでは、この目標を達成するには不十分であると指摘されている。[42][43]

- 大気中の温室効果ガスの濃度：温室効果ガスが排出され続けると、大気中の温室効果ガスの濃度も上昇し続ける。IPCCのSR15によると、地球の平均気温が1.5℃上昇するという目標を達成するためには、大気中の二酸化炭素の濃度を2100年までに420ppm以下に抑える必要がある。[42]

- 地球の平均気温：温室効果ガスの濃度が上昇すると、地球全体の平均気温も上昇する。IPCCのSR15によると、地球の平均気温が1.5℃上昇するという目標を達成するためには、現在から2030年までに年間0.2℃ずつ上昇するペースを抑える必要がある。しかし、現在の排出量を維持すると、地球の平均気温は2100年までに約3℃上昇すると予想されている。
- 氷河や氷床や永久凍土の融解：地球の平均気温が上昇すると、氷河や氷床や永久凍土などがさらに融解する。IPCCのSR15によると、地球の平均気温が1.5℃上昇するという目標を達成するためには、海面が2100年までに約26cmから77cm上昇することを防ぐ必要がある。しかし、現在の排出量を維持すると、海面は2100年までに約43cmから84cm上昇すると予想されている。また、永久凍土からメタンなどの温室効果ガスが放出される可能性も高まる。
- 海面の上昇：海水の熱膨張や陸上の氷雪の融解によって、海面がさらに上昇する。IPCCのSR15によると、地球の平均気温が1.5℃上昇するという目標を達成するためには、海面が2100年までに約26cmから77cm上昇することを防ぐ必要がある。しかし、現在の排出量を維持すると、海面は2100年までに約43cmから84cm上昇すると予想されている。海面の上昇は沿岸や島嶼や三角州などの低地にさらなる影響を与え、浸水や侵食や塩水化などの問題を悪化させる。海面の上昇は人間の居住地や農地やインフラなどにさらなる被害をもたらし、多くの人々が移住を余儀なくされる可能性も高まる。
- 極端な気象や自然災害：気候変動によって、降水量や風力などの気象要素がさらに変化し、極端な気象現象がさらに頻発するようになる。IPCCのSR15によると、地球の平均気温が1.5℃上昇するという目標を達成するためには、干ばつや洪水や熱波や寒波や台風やハリケーンなどの自然災害が2100年までに約10%から30%減少することを防ぐ必要がある。しかし、現在の排出量を維持すると、自然災害は2100年までに約20%から50%増加すると予想されている。極端な気象や自然災害は人命や財産にさらなる被害をもたらし、農業や漁業や林業などの生産活動にさらなる影響を与える。極端な気象や自然災害は社会的な不安定さや紛争や難民問題などの平和や安全保障にさらなる影響を与える。

- 生物多様性の減少：気候変動によって、生物の生息域や生態系や適応能力がさらに変化し、多くの種がさらに絶滅の危機に直面する。IPCCのSR15によると、地球の平均気温が1.5℃上昇するという目標を達成するためには、節足動物の約6%が絶滅することを防ぐ必要がある[44]。しかし、現在の排出量を維持すると、節足動物の約18%が絶滅すると予想されている[45]。また、サンゴ礁や熱帯雨林などの生物多様性の高い生態系も大きな危機に直面している[46]。生物多様性の減少は地球上の水資源や生態系サービスに影響を与え、人類の福祉にさらなる損失をもたらす[46]。

気候危機に対処するためには、温室効果ガスの排出を大幅に削減し、気候変動に適応するための対策を講じる必要がある。これらの目的を達成するためには、以下のような行動が求められる。
- 化石燃料から再生可能エネルギーへの転換：化石燃料は温室効果ガスの排出量の最大の原因であり、その消費を減らすことが最も重要である。再生可能エネルギーとは、太陽光や風力や水力や地熱やバイオマスなど、自然界で再生されるエネルギー源である。再生可能エネルギーは温室効果ガスの排出量が少なく、環境への負荷が小さい[47]。再生可能エネルギーへの転換は、電力や交通や工業や農業などの分野で行われる必要がある[48]。

- 省エネルギーやエネルギー効率の向上：エネルギーの消費量を減らすことも温室効果ガスの排出量を減らすことにつながる。省エネルギーとは、エネルギーの無駄遣いを防ぐことである。エネルギー効率とは、エネルギーの利用効果を高めることである。省エネルギーやエネルギー効率の向上は、家庭や企業や公共施設などの分野で行われる必要がある。
- 森林保全や植林や緑化の促進：森林や植物は二酸化炭素を吸収し、酸素を放出することで、温室効果ガスの排出量を抑える役割を果たす。森林保全とは、森林の破壊や伐採を防ぐことである。植林や緑化とは、森林や植物を増やすことである。森林保全や植林や緑化の促進は、熱帯雨林や都市や農地などの分野で行われる必要がある。
- 気候変動への適応の強化：気候変動によって引き起こされる影響に対応するためには、適応策を講じる必要がある。適応策とは、気候変動によって生じるリスクを低減するか、気候変動によって生じる機会を活用するか、気候変動によって生じる影響に対処するかのいずれかである。適応策は、防災や農業技術や保健衛生や社会保障などの分野で行われる必要がある。
- 国際的な協力やイノベーションの推進：気候危機は地球規模の問題であり、各国や各地域や各分野が協力しなければ解決できない。国際的な協力とは、温室効果ガスの排出削減目標や資金支援や技術移転などに関する合意や交流を行うことである。イノベーションとは、新しい技術や製品やサービスなどを開発することである。国際的な協力やイノベーションの推進は、政府や企業や市民団体や学術機関などが参加する必要がある。